# Jean Louis
Jean Louis, nato Jean Louis Berthault (Parigi, 5 ottobre 1907 – Palm Springs, 20 aprile 1997), è stato un costumista francese naturalizzato statunitense.

## Biografia
Nato a Parigi, Jean Louis Berthault, più conosciuto con il solo nome di Jean Louis, lavorò come costumista dal 1944 al 1958 alla Columbia Pictures, per passare poi, dal 1959 al 1968, all'Universal Pictures.
Fece il suo esordio cinematografico a Hollywood nel 1944, disegnando i costumi per il film Comando segreto di A. Edward Sutherland, vestendo Carole Landis. L'attrice fu la prima di una folta schiera tra cui vanno annoverate Jean Arthur, Irene Dunne, Judy Holliday, Deborah Kerr, Judy Garland, Kim Novak, Lana Turner, Doris Day, Marlene Dietrich, Julie Andrews e molte altre. Jean Louis segnerà la storia del glamour hollywoodiano firmando gli abiti indossati da Rita Hayworth in Gilda (1946) di Charles Vidor, compreso il celebre vestito nero di raso. Suo è pure l'abito che indossò Marilyn Monroe alla festa per il compleanno del presidente John F. Kennedy.
Ottenne 14 candidature al Premio Oscar. Nel 1993, dopo la morte della sua seconda moglie, si sposò con l'attrice Loretta Young. Jean Louis morì a Palm Springs, in California, nel 1997, all'età di 89 anni.

## Filmografia parziale
- Comando segreto (Secret Command), regia di A. Edward Sutherland (1944)
- Anni impazienti (The Impatient Years), regia di Irving Cummings (1944)
- Strange Affair, regia di Alfred E. Green (1944)
- Carolina Blues, regia di Leigh Jason (1944)
- Ancora insieme (Together Again), regia di Charles Vidor (1944)
- Stanotte e ogni notte (Tonight and Every Night), regia di Victor Saville (1945)
- Leave It to Blondie (1945)
- Notti d'oriente (A Thousand and One Nights), regia di Alfred E. Green (1945)
- Addio vent'anni (Over 21), regia di Charles Vidor (1945)
- The Gay Senorita (1945)
- Non parlare, baciami (Kiss and Tell), regia di Richard Wallace (1945)
- Mi chiamo Giulia Ross (My Name Is Julia Ross), regia di Joseph H. Lewis (1945)
- Lawless Empire, regia di Vernon Keays (1945)
- Non volle dir sì (She Wouldn't Say Yes), regia di Alexander Hall (1945)
- Il treno dei pazzi (One Way to Love), regia di Ray Enright (1946)
- Conta solo l'avvenire (Tomorrow Is Forever), regia di Irving Pichel (1946)
- Tornerai (Meet Me on Broadway), regia di Leigh Jason (1946)
- Gilda, regia di Charles Vidor (1946)
- Il figlio di Robin Hood (The Bandit of Sherwood Forest), regia di Henry Levin, George Sherman  (1946)
- The Gentleman Misbehaves (1946)
- Vacanze pericolose (Perilous Holiday), regia di Edward H. Griffith (1946)
- ...e le mura caddero (The Walls Came Tumbling Down), regia di Lothar Mendes (1946)
- I rinnegati (Renegades), regia di George Sherman (1946)
- L'ultimo orizzonte (Gallant Journey), regia di William A. Wellman (1946)
- Sangue ardente (The Thrill of Brazil), regia di S. Sylvan Simon (1946)
- Al Jolson (The Jolson Story), regia di Alfred E. Green (1946)
- Il ritorno di Montecristo (The Return of Monte Cristo), regia di Henry Levin (1947)
- Solo chi cade può risorgere (Dead Reckoning), regia di John Cromwell (1947)
- A sangue freddo (Johnny O'Clock), regia di Robert Rossen (1947)
- Per tutta la vita (Blind Spot), regia di Robert Gordon (1947)
- Cigarette Girl (1947)
- Femmina (Mr. District Attorney), regia di Robert B. Sinclair (1947)
- La colpa di Janet Ames (The Guilt of Janet Ames), regia di Henry Levin (1947)
- Il cerchio si chiude (Framed), Richard Wallace (1947)
- Il segreto di Mary Harrison (The Corpse Came C.O.D.), regia di Henry Levin (1947)
- Bellezze in cielo (Down to Earth), regia di Alexander Hall (1947)
- Gli affari di suo marito (Her Husband's Affairs), regia di S. Sylvan Simon (1947)
- L'uomo dei miei sogni (It Had to Be You), regia di Don Hartman e Rudolph Maté (1947)
- La signora di Shanghai (The Lady from Shanghai), regia di Orson Welles (1947)
- Io non t'inganno t'amo! (I Love Trouble), regia di S. Sylvan Simon (1947)
- Il vagabondo della città morta (Relentless), regia di George Sherman (1948)
- Non c'è passione più grande (Jolson Sings Again), regia di Henry Levin (1949)
- I bassifondi di San Francisco (Knock on Any Door), regia di Nicholas Ray (1949)
- Viva Robin Hood! (Rogues of Sherwood Forest), regia di Gordon Douglas (1950)
- Le avventure di Capitan Blood (Fortunes of Captain Blood), regia di Gordon Douglas (1950)
- La ragazza del secolo (It Should Happen to You), regia di George Cukor (1954)
- Una Cadillac tutta d'oro (The Solid Gold Cadillac), regia di Richard Quine (1957)
- Il letto racconta (Pillow Talk), regia di Michael Gordon (1959)
- Noi due sconosciuti (Strangers When We Meet), regia di Richard Quine (1960)
- Quel certo non so che (The Thrill of It All), regia di Norman Jewison (1963)
- I contrabbandieri del cielo (The Hell with Heroes), regia di Joseph Sargent (1968)

## Galleria d'immagini

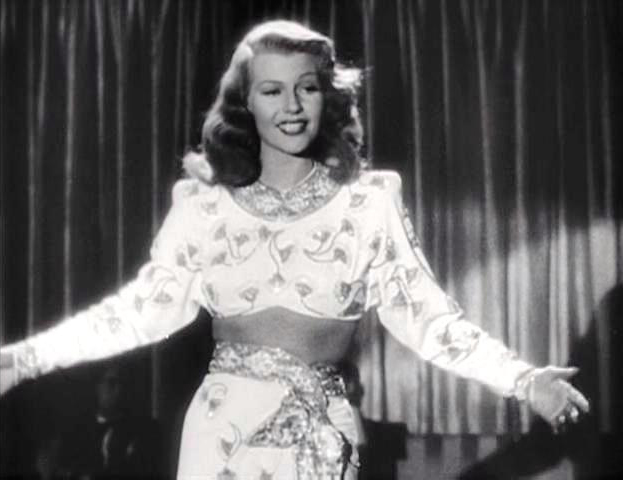
Rita Hayworth Gilda (1946)
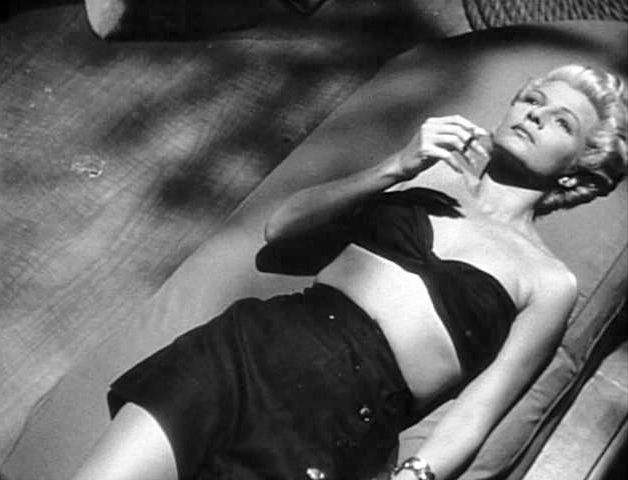
Rita Hayworth La signora di Shanghai (1949)
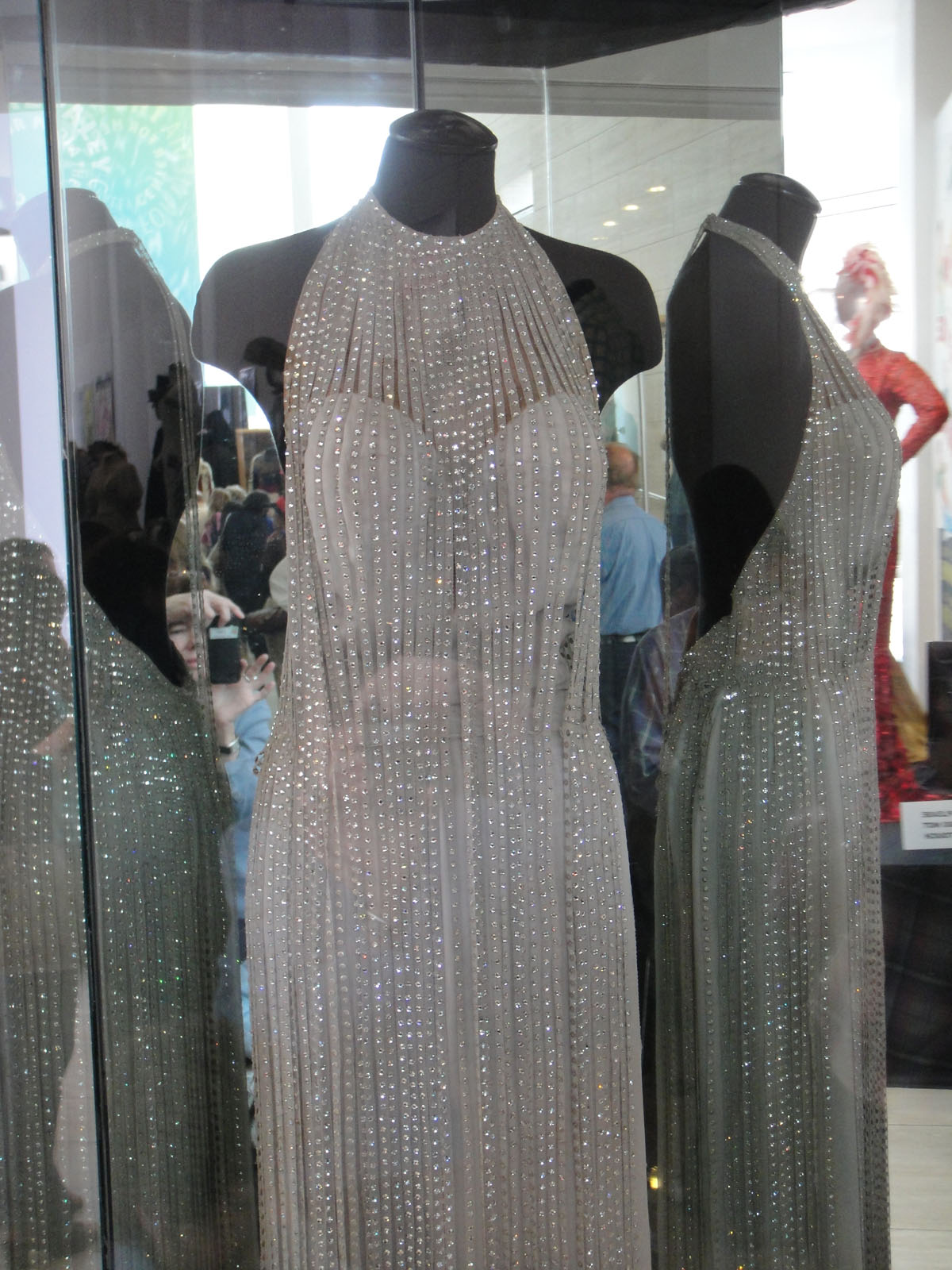
Abito di scena di Kim Novak per Un solo grande amore, film biografico su Jeanne Eagels (1957)